# Elezioni presidenziali negli Stati Uniti d'America del 1888
Le elezioni presidenziali statunitensi del 1888 si svolsero il 6 novembre 1888.
Il presidente uscente Grover Cleveland ottenne la maggioranza nel voto popolare, ma nonostante ciò perse le elezioni perché il suo avversario repubblicano Benjamin Harrison raccolse 233 grandi elettori contro i 168 di Cleveland. Questa fu la terza volta dopo le elezioni del 1824 e le controverse elezioni del 1876 in cui un Presidente eletto non vinceva nel voto popolare, e non sarebbe più accaduto fino alle elezioni del 2000.

## Contesto

### Candidature

#### Partito Repubblicano
Alla Convention nazionale repubblicana a Chicago, Benjamin Harrison, dell'Indiana, vinse le primarie grazie ai voti di 544 delegati, battendo nettamente John Sherman (con 249 voti), Russell A. Alger (142) e Walter Q. Gresham (123). La scelta del partito alla carica di vicepresidente cadde su Levi Morton con i voti di 592 delegati, seguito da William Walter Phelps (119) e William Q. Bradley (103).

#### Partito Democratico
Il presidente uscente Grover Cleveland fu nominato unanimemente alla candidatura per la riconferma alla carica, durante la Convention nazionale democratica a Saint Louis, nel Missouri. Allen G. Thurman, dell'Ohio, fu scelto per la nomina a vicepresidente con un largo margine (684 delegati), mentre gli altri candidati Isaac P. Gray e John C. Black ricevettero rispettivamente 101 e 36 voti.

#### Altre candidature
Il Partito Proibizionista raccolse quasi 250.000 consensi, poiché il relativo movimento guadagnava il favore di molti. Un altro gruppo, chiamato Union Labour Party, ottenne circa 150.000 voti, ma non riuscì a farsi conoscere in tutta la Nazione. Nessuno di questi due partiti ottenne grandi elettori.

### Campagna elettorale
Cleveland pose l'argomento principale della campagna proponendo un importante abbattimento dei dazi doganali nel suo discorso annuale al Congresso del dicembre 1887. Egli sostenne che i dazi erano inutilmente alti e inutilmente, in materia di tassazione, significa ingiustamente. I Repubblicani ribattevano che alti dazi avrebbero protetto l'industria degli Stati Uniti dalla concorrenza straniera, garantendo alti salari, alti profitti e alta crescita. La disputa tra protezionisti e liberisti sull'ammontare dei dazi era una vecchia questione, che risaliva all'istituzione dei dazi nel 1816. Dal punto di vista pratico, i dazi erano privi di senso sui prodotti industriali, dato che gli Stati Uniti producevano al più basso prezzo in quasi tutti i settori (ad eccezione dei prodotti lanieri), e pertanto non potevano essere battuti sul prezzo dai meno efficienti europei. Ciò nondimeno, la questione dei dazi appassionò entrambi gli schieramenti. Oltre all'ovvio aspetto economico, infatti, la questione aveva anche un aspetto etnico.
All'epoca, le politiche liberiste erano attivamente promosse dall'Impero britannico, sicché qualunque politico che si dichiarasse a favore del libero commercio era immediatamente esposto all'accusa di essere filobritannico, rischiando di perdere il decisivo appoggio elettorale degli statunitensi di origine irlandese. Cleveland neutralizzò seccamente questo pericolo, promuovendo azioni punitive nei confronti del Canada (che era ancora visto come parte dell'Impero) in una disputa sui diritti di pesca. Harrison aveva a disposizione gli ingenti fondi degli attivisti del partito, ed organizzò una campagna molto combattiva per gli standard dell'epoca, pronunciando numerosi discorsi dal suo quartier generale ad Indianapolis, tutti ampiamente ripresi dalla stampa. Cleveland invece si attenne alla tradizione che i candidati presidenziali non partecipassero alla campagna elettorale e proibì di farlo anche ai membri del suo gabinetto, lasciando che la sua testa d'ariete diventasse il settantacinquenne candidato vicepresidente Thurman.
George Osgoodby, un repubblicano della California, scrisse una lettera a sir Lionel Sackville-West, ambasciatore britannico negli Stati Uniti, firmandosi "Charles F. Murchison". Nella missiva descrisse se stesso come un ex cittadino inglese, oggi californiano, e chiese come dovesse votare nelle imminenti elezioni. Sir Lionel gli rispose, sbilanciandosi nel suggerire che Cleveland fosse probabilmente l'uomo migliore dal punto di vista britannico. I repubblicani pubblicarono questa lettera appena due settimane prima del voto, ed essa ebbe sugli elettori di origine irlandese un effetto perfettamente corrispondente al clamoroso errore di "Rum, Papismo, e Ribellione" delle elezioni precedenti: Cleveland perse lo Stato di New York e la presidenza, mentre Sackville-West fu rimosso dall'incarico di ambasciatore.

### Esito
Cleveland venne sconfitto. Risultò primo nel voto popolare (48,6% su 47,8%), ma Harrison vinse nel Collegio Elettorale per 233 a 168, quasi esclusivamente in virtù della sua vittoria per l'1% a New York, patria di Cleveland. Se questi avesse vinto in casa, avrebbe vinto anche il voto elettorale per 204 a 197, essendo 201 la soglia della vittoria. Va notato comunque che Cleveland guadagnò 24 dei suoi voti elettorali in stati in cui vinse per meno dell'1% (Connecticut, Virginia e West Virginia). In questo modo, Cleveland divenne uno dei soli tre candidati che abbiano vinto il voto popolare, ma perso la presidenza: non ci sarebbe stato un altro esito simile fino alla sconfitta di misura di Al Gore contro George W. Bush nel 2000. Quando Frances Cleveland e l'ex Presidente lasciarono la Casa Bianca, lei assicurò al personale che sarebbero tornati dopo quattro anni, come poi avvenne.
Uno dei più famosi brogli elettorali venne organizzato durante questa campagna in Indiana. William Wade Dudley, tesoriere del Comitato nazionale repubblicano, scrisse una circolare ai presidenti di contea dello Stato, chiedendo loro di "dividere gli indecisi in gruppi di cinque e rendere un uomo dotato dei fondi necessari responsabile di questi cinque, in modo che nessuno si sottragga al voto e tutti votino i nostri due candidati".

## Risultati
| Candidati              | Candidati                 | Partiti                | Voti       | %     | Delegati |
| Presidente             | Vicepresidente            | Partiti                | Voti       | %     | Delegati |
| ---------------------- | ------------------------- | ---------------------- | ---------- | ----- | -------- |
| Benjamin Harrison (IN) | Levi Parsons Morton (NY)  | Partito Repubblicano   | 5 443 892  | 47,82 | 233      |
| Grover Cleveland (NY)  | Allen G Thurman (OH)      | Partito Democratico    | 5 534 488  | 48,62 | 168      |
| Clinton B Fisk (NJ)    | John A Brooks (MO)        | Partito Proibizionista | 249 819    | 2,19  | –        |
| Alson J Streeter (IL)  | Charles E Cunningham (AR) | Union Labor            | 146 602    | 1,29  | –        |
| Altri candidati        | -                         | -                      | 8 519      | 0,07  | –        |
| Totale                 | Totale                    | Totale                 | 11 383 320 | 100   | 401      |

### Fonti primarie
- George Francis Dawson, The Republican Campaign Text-book for 1888, New York, Brentano's, 1888.

### Fonti secondarie
Libri
-  Roger Butterfield, The American Past: A History of the United States from Concord to Hiroshima, 1775–1945, New York, Simon and Schuster, 1947.
-  Richard Jensen, The Winning of the Midwest: Social and Political Conflict, 1888–1896, 1971.
-  H. Wayne Morgan, From Hayes to McKinley: National Party Politics, 1877–1896, 1969.
-  Joanne R. Reitano, The Tariff Question in the Gilded Age: The Great Debate of 1888, 1994.
-  Mark Wahlgren Summers, Party Games: Getting, Keeping, and Using Power in Gilded Age Politics, 2004.

Articoli di giornale
-  James L. Baumgarden, The 1888 Presidential Election: How Corrupt?, in Presidential Studies Quarterly, vol. 14, Summer 1984,  pp. 416-27.

Siti web
-  Rick Shenkman, Who Played the First Dirty Tricks in American Presidential Politics?, su History News Network, 2004. URL consultato il 4 aprile.